# General (mit dem Zusatz der Waffengattung)
General (mit dem Zusatz der Waffengattung) oder General der Truppengattung (Kurzansprache: General)  bezeichnet eine historische, bis 1945 geltende Dienstgradgruppe der Generale im kaiserlichen Heer, in der Reichswehr und Wehrmacht sowie in der k.u.k. Armee von Österreich-Ungarn oder der Kaiserlich Russischen Armee.
In den deutschen Streitkräften war der General i. d. R. zugleich Kommandierender General eines Korps b.z.w. Armeekorps oder eines vergleichbaren militärischen Großverbands. In der kaiserlichen Marine und in der Kriegsmarine entsprach dieser Dienstgrad dem Admiral, in der Waffen-SS dem SS-Obergruppenführer und General der Waffen-SS.
Gemäß den heutigen NATO-Rangcodes wäre dieser Rang mit OF-8 (Generalleutnant) vergleichbar.

## Geschichte
Im 18. Jahrhundert wurde es in Preußen und in anderen deutschen Staaten üblich, den Dienstgrad General mit dem Zusatz der Waffengattung zu verleihen, aus der der General hervorgegangen war und die ursprünglich auch den Charakter der von ihm befehligten Truppen bestimmte. Teilweise erhielten sich auch die älteren Begriffe, wie „Feldzeugmeister“ in den Streitkräften Österreich-Ungarns bis ins 20. Jahrhundert. Auch in der Russischen Armee wurden diese Rangbezeichnungen eingeführt, zuerst von Peter I.
Bis Mitte der 1930er Jahre gab es in den deutschen Streitkräften nur General der Infanterie, der Kavallerie und der Artillerie. Erst die Wehrmacht führte diesen Dienstgrad auch für Generäle weiterer Waffengattungen ein.
Generäle des Heeres in dieser Dienstgradgruppe waren für die Befehlsebene Armeekorps vorgesehen. Wer diese Funktion tatsächlich ausübte, führte die zusätzliche Bezeichnung Korpskommandeur oder auch Kommandierender General (z. B. General der Infanterie und kommandierender General des X. Armeekorps). Diese Funktionsbezeichnung wurde in Preußen bereits 1816 mit der ständigen Armeekorpsgliederung eingeführt. Über dem General stand der Generalfeldmarschall, erst 1854 wurde in Preußen der dazwischen rangierende Rang Generaloberst eingeführt.
Das Äquivalent zum General (mit Zusatz der Waffengattung) bei der Marine war der Admiral.

### Wehrmacht
Die Dienstgradbezeichnungen General der Panzertruppen, General der Pioniere und General der Nachrichtentruppen wurden am 29. Oktober 1935 eingeführt. Das „n“ der „truppen“ entfiel später, vermutlich am 29. Juni 1938. Erster General der Panzertruppe wurde zum 1. November 1935 Oswald Lutz. Am 10. Februar 1938 wurde Walter Kuntze der erste General der Pioniere, am 1. August 1940 wurde Erich Fellgiebel der erste General der Nachrichtentruppe. Eduard Dietl wurde 1940 zum General der Infanterie befördert, dies wurde 1941 zum neu eingeführten General der Gebirgstruppe geändert.
| Dienstgrad                 |               |                      |
| niedriger: Generalleutnant | General der … | höher: Generaloberst |

### Waffen-SS
In der Waffen-SS wurden die höheren SS-Dienstränge den Generalsrängen der Wehrmacht gleichgestellt und die entsprechenden Schulterstücke getragen. Dem General einer Waffengattung gleichgestellt war der SS-Obergruppenführer mit dem Zusatz „und General der Waffen-SS“. Daneben gab es etwa auch den Rang „SS-Obergruppenführer und General der Polizei“.

## Österreichisch-Ungarischen Streitkräfte
In der k.u.k. Armee gab es bis 1918 folgende Generalsränge mit Zusatz der Waffengattung:
- General der Infanterie (hu: Gyalosági Tábornok)
- General der Kavallerie (hu: Lovassági Tábornok)
- Feldzeugmeister (hu: Táborszernagy)

## Bundeswehr
In der Bundeswehr gibt es diesen Rang nicht mehr, da diese die Rangfolge der Generalität gemäß NATO-Standards übernahm.
Die bei der Bundeswehr, ähnlich wie schon in früheren deutschen Heeren übliche Bezeichnung bestimmter Dienststellungen (Amt) mit einer herausgehobenen Aufgabe, Funktion oder Zuständigkeit, z. B. für Ausbildung, Ausrüstung oder Sicherheit der Bundeswehr, wie General Flugsicherheit in der Bundeswehr (GenFlSichhBw), General Rüstung der Bundeswehr (GenRüstBw) oder General der Panzertruppen, ist nicht an einen bestimmten Rang oder Dienstgrad gebunden. So kann der GenFlSichhBw auch ein Offizier mit Dienstgrad Oberst sein.

## Polen
Ähnliche Rangbezeichnungen gibt es auch in anderen Länder, wie beispielsweise in Polen. Dort ist der
Waffengeneral (polnisch Generał broni – gen.bron.) in den polnischen Streitkräften der zweithöchste militärische Rang oder Dienstgrad, zu dem ein Offizier in Friedenszeiten befördert werden kann. Der Rang ist mit dem Generalleutnant in anderen NATO-Streitkräften vergleichbar.

## Russland
Die Kaiserlich Russische Armee verwendete traditionelle eigenständige Dienstgrade und Dienstgradabzeichen, die sich an denen deutschsprachiger – und anglophoner – Streitkräfte orientierte. So gab es hier auch den OF-8-Rang General der Waffengattung. Die Nachfolgestreitkraft, die Rote Armee, schaffte 1917 rigoros alle bisherigen Dienstgrade und auch diesen Rang ab, während Teile der alten Armee, die in die Weiße Armee übergingen, selbige noch in den Jahren des Bürgerkriegs bis 1923 verwendete.